# Кэрол Пелетье
Кэрол Пелетье (англ. Carol Peletier) — персонаж серии комиксов «Ходячие мертвецы» и одноименного американского телесериала. Роль Кэрол в сериале исполняет Мелисса Макбрайд, начиная с третьего эпизода первого сезона, вышедшего 14 ноября 2010 года. Первоначально представленная как домохозяйка и жертва насилия в семье, Кэрол претерпела значительные изменения в сериале, становясь по мнению некоторых критиков лучшим персонажем сериала.
В комиксе Кэрол изображалась как домохозяйка, известная своим невротическим, эгоцентричным и наивным поведением. В ходе развития комикса персонаж становился все более психически неустойчивым, что привело её к самоубийству в 42 выпуске. В сериале развитие персонажа было направлено в противоположное направление после второго сезона и смерти её дочери, которая оставалась живой в комиксе. В третьем сезоне персонаж существенно сменил свою позицию среди других выживших, становясь прагматичной и сострадательной. Кэрол с тех пор стала единственным выжившим женским персонажем, который задействован в сериале начиная с первого сезона.
Мелисса Макбрайд была приглашена на роль Кэрол без прослушивания Фрэнком Дарабонтом, после игры аналогичной домохозяйки в его фильме «Мгла». Макбрайд позднее в интервью сказала, что сценаристы планировали убить её к концу первого сезона и Кэрол фактически была просто фоновым персонажем. После лимитированного участия в первом сезоне, Макбрайд была повышена до регулярного, контрактного состава во втором, а её персонаж тем временем получил основную сюжетную линию. Первоначально продюсеры планировали убить Кэрол в четвёртом эпизоде третьего сезона, но в итоге отказались от этой идеи.
В четвёртом сезоне персонаж взял на себя более доминирующую роль. Эпизод «The Grove», который полностью был посвящён Кэрол, получил похвалу от критиков, в особенности за игру Макбрайд. За сезон, Макбрайд рассматривалась критиками как претендент на премию «Эмми» за лучшую женскую роль второго плана в драматическом телесериале, однако не получила номинацию. Макбрайд тем временем выиграла за четвёртый сезон премию «Сатурн» за лучшую женскую роль второго плана на телевидении и номинировалась на награду «Выбор телевизионных критиков» за лучшую женскую роль второго плана в драме.
Благодаря успеху у критиков, в пятом сезоне Кэрол заняла фактически ключевую позицию, будучи спасителем своей группы в премьерном эпизоде. Продюсеры одновременно с этим заявляли, что Кэрол взяла на себя позицию Андреа из комикса, которая ранее была убита в сериале. Шестой эпизод сезона «Consumed» вновь был сконцентрирован на Кэрол, изучая её прошлое в сценах-воспоминаниях.